# 蔡其侃
蔡其侃（1925年1月1日—2020年1月13日），福建晋江人，中华人民共和国鸟类学家，北京自然博物馆特邀研究员，中国致公党党员、北京市人大代表、全國政協委員會委員、中央常委。著有《北京鸟类志》。

## 生平
籍贯晋江县紫帽镇园坂村。印尼归侨。1952年7月回国，在北京华侨补习学校学习。1957年毕业于北京师范大学生物系，同年到北京自然博物馆工作，历任助研、副研、正研究员、研究室主任。曾任中国动物学会鸟类学理事会常务理事、中国野生动物保护协会基金管理委员会委员。1965年发表《河北鸟类研究报吿》。1977年发表《中国科学院南海诸岛动物调查研究：鸟类研究报告》。曾任第七届全国政协委员，第二、三届全国侨联委员，第七、八、九届北京市人大代表，第八、九届北京市侨联副主席，致公党北京市第二届委员会副主委兼秘书长、第三届委员会副主委。2020年1月13日23时17分在北京去世，享年95岁。

## 家庭
其兄蔡其矯（1918年12月11日－2007年1月3日）為當代中國歸僑詩人。弟蔡其巩（1932年－）为金屬物理學家，中國科學院院士。其父蔡鐘泗是印尼僑商。